# Уорнс, Дженнифер
Дженнифер Джин Уорнс (англ. Jennifer Jean Warnes; род. 3 марта 1947 года, Сиэтл, США) — американская певица, автор песен и музыкальный продюсер.
Её наиболее известные песни — «Up Where We Belong», записанная вместе с Джо Кокером для фильма 1982 года «Офицер и джентльмен», и «(I’ve Had) The Time of My Life», исполненная в дуэте с Биллом Медли для фильма 1987 года «Грязные танцы». Оба сингла занимали первые места в американском хит-параде Billboard Hot 100.
Три песни, исполненные Уорнс в кинофильмах, были отмечены премией «Оскар» в номинации «Лучшая песня к фильму»: «Up Where We Belong», «(I’ve Had) The Time of My Life» и «It Goes Like It Goes» из фильма 1979 года «Норма Рэй». Также на «Оскар» номинировалась песня «One More Hour», написанная Рэнди Ньюманом и исполненная Дженнифер Уорнс в фильме 1981 года «Рэгтайм».

## Биография
Первая известность к Уорнс пришла в 1967 году, когда она стала постоянной участницей телевизионного шоу «Час комедии братьев Смотерс». В то время она использовала псевдоним Дженнифер Уоррен.
В 1968 году Уорнс исполняла главную женскую роль в лос-анджелесской постановке мюзикла «Волосы», после чего подписала контракт со звукозаписывающей компанией Parrot Records, являвшейся дочерним лейблом London Records, для записи дебютного альбома «…I Can Remember Everything».
В 1969 году вышел второй альбом Уорнс, «See Me, Feel Me, Touch Me, Heal Me».
Обе пластинки не имели коммерческого успеха, поэтому Дженнифер перешла на лейбл Reprise Records (подразделение Warner Bros. Records), на котором в 1972 году выпустила альбом «Jennifer», спродюсированный Джоном Кейлом. Когда и этот альбом провалился, Уорнс пригласили в качестве бэк-вокалистки для работы с Леонардом Коэном, с которым у Дженнифер сложились дружеские отношения и успешное многолетнее сотрудничество.
В 1976 году Уорнс подписала контракт с лейблом Arista Records и в 1977 году выпустила сингл «Right Time of the Night», ставший хитом среди подростковой аудитории и добравшийся до шестой строчки в национальном хит-параде США и до третьей — в Канаде. В том же году у неё вышел альбом «Jennifer Warnes», в 1979 — «Shot Through the Heart», главный хит которого, «I Know a Heartache When I See One», достиг 19 строчки в хит-параде Billboard Hot 100 и высоких мест в хит-парадах кантри и лёгкой музыки.
В 1982 году вышел сборник песен Дженнифер Уорнс — «Best of Jennifer Warnes».
В июле 1982 года компания Island Records выпустила сингл «Up Where We Belong», являвшейся главной музыкальной темой из фильма «Офицер и джентльмен». Песня была исполнена Дженнифер Уорнс в дуэте с Джо Кокером и стала хитом, достигнув первых строчек в американском и канадском хит-парадах, а также была удостоена премии «Грэмми» за лучшее вокальное поп-исполнение в дуэте или группе. Уорнс и раньше работала над музыкой для фильмов, но до подобного успеха её предыдущим работам было далеко. Теперь же кинокомпании обратили на неё внимание. В 1983 году в американский чарт попали исполненные ей песня «Nights Are Forever» из фильма «Сумеречная зона» и заглавная тема из фильма «Только верные ходы», исполненная в дуэте с Крисом Томпсоном.
В 1986 году Уорнс стала первой исполнительницей, подписавшей контракт с новым лейбом Cypress Records, который закрылся уже через четыре года, однако успел в 1987 году выпустить альбом Дженнифер «Famous Blue Raincoat», составленный из песен, написанных Леонардом Коэном. В июле того же года компания RCA Records выпустила сингл «(I've Had) The Time of My Life», являвшийся любовной темой из кинофильма «Грязные танцы»; Уорнс исполнила эту песню в дуэте с Биллом Медли из группы The Righteous Brothers. Сингл имел большой успех, достиг первой строчки в американском и канадском чартах, получил статус «золотого» в США.
В 1992 году на лейбле Private Music вышел очередной альбом Уорнс, «The Hunter», песни для которого писались разными авторами, в том числе и самой Дженнифер.
Из-за частой смены лейблов и запутанной ситуации с авторскими правами Уорнс долгое время безуспешно пыталась выпустить сборник своих лучших работ. Наконец, отказавшись от этой идеи, она в 2001 году частным образом выпустила свой восьмой студийный альбом — «The Well».

## Дискография
- 1968 — I Can Remember Everything (Parrot)
- 1969 — See Me, Feel Me, Touch Me, Heal Me (Parrot)
- 1972 — Jennifer (Reprise)
- 1977 — Jennifer Warnes (Arista)
- 1979 — Shot Through the Heart (Arista)
- 1987 — Famous Blue Raincoat (Cypress)
- 1992 — The Hunter[англ.][2] (Private Music)
- 2001 — The Well (Sin-Drome)
- 2018 — Another Time, Another Place (Music BMG Rights Management)